# Лакота (Северна Дакота)
Лакота (енгл. Lakota) град је у америчкој савезној држави Северна Дакота.

## Демографија
По попису из 2010. године број становника је 672, што је 109 (-14,0%) становника мање него 2000. године.
| Група             | 2000.       | 2010.       |
| Белци             | 764 (97,8%) | 650 (96,7%) |
| Афроамериканци    | 0 (0,0%)    | 2 (0,3%)    |
| Азијати           | 3 (0,4%)    | 0 (0,0%)    |
| Хиспаноамериканци | 1 (0,1%)    | 0 (0,0%)    |
| Укупно            | 781         | 672         |